# Prastio (Famagosta)
Prastio (in greco Πραστειό?; in turco Dörtyol) è un villaggio di Cipro. Il villaggio si trova de facto nel distretto di Gazimağusa della Repubblica Turca di Cipro del Nord, mentre de iure appartiene al distretto di Famagosta della Repubblica di Cipro.
Nel 2011 Prastio aveva 1 349 abitanti.

## Geografia fisica
Il villaggio è situato nella pianura della Messaria, 19 km a ovest di Famagosta e  due chilometri e mezzo ad ovest di Gaidouras.

## Origini del nome
Il significato del nome è oscuro. Alcuni dicono che il nome è la versione corrotta di prastij che significa "frazione" in greco. Altri sostengono che Prastio deriva dal greco antico pro-asti, che significa "verso la città". Nel 1975, i turco-ciprioti cambiarono il nome in Dörtyol ("quattro strade" in turco), che significa "incrocio" o "giunzione".

## Storia
Il villaggio è il luogo di nascita di Kyrillos III (nato nel 1859), arcivescovo di Cipro tra il 1916 e il 1933, anno della sua morte.

## Monumenti e luoghi d'interesse

### Architetture religiose
Il villaggio ospita la storica chiesa di Agios Georgios (Agios Georgios o Sporos), la quale ha sul portale un'iscrizione del 1823, e su una finestra una del 1867. La facciata orientale ha elementi neogotici e un'iscrizione ottomana esiste sopra la sua porta occidentale. Ha una volta a crociera e delle gallerie a nord e a sud. Dopo il 1974, è stata convertita in moschea. Nel 2001, una nuova moschea, che è stata costruita dall'amministrazione dell'Evkaf, è stata aperta nel villaggio.

### Architetture civili
A sud di Prastio si trovava il castello di Sigouri, importante fortificazione franca adesso scomparsa.

## Società

### Evoluzione demografica
Nel periodo ottomano, il villaggio era misto, anche se i turco-ciprioti costituivano solo una piccola minoranza. Il censimento del 1891 registrò una popolazione di 704 abitanti, con 637 greco-ciprioti e 67 turco-ciprioti. Nel 1973, Prastio aveva una popolazione di circa 1 000 abitanti, tutti greco-ciprioti. Gli abitanti greco-ciprioti fuggirono dall'esercito turco durante l'invasione turca di Cipro del 1974. Oggi, Prastio è abitata da turchi delle province di Adana, Osmaniye e Sivas e da un piccolo numero di turco-ciprioti sfollati.